# الکساندراواک (بابوشنیتسا)
الکساندراواک (بابونیسکا) (به لاتین: Aleksandrovac (Babušnica)}} یک منطقهٔ مسکونی در صربستان است که در Šumadija واقع شده‌است.

## خصوصیات
الکساندراواک ۷۱ نفر جمعیت دارد.